# يونكرز كي 47
يونكرز كي 47 (بالإنجليزية: Junkers K 47)‏ هي طائرة مقاتلة أنتجت في ألمانيا. كان أول طيران لها في 1929. صنع منها 23 طائرة.